# Robert Seidel (Pädagoge)

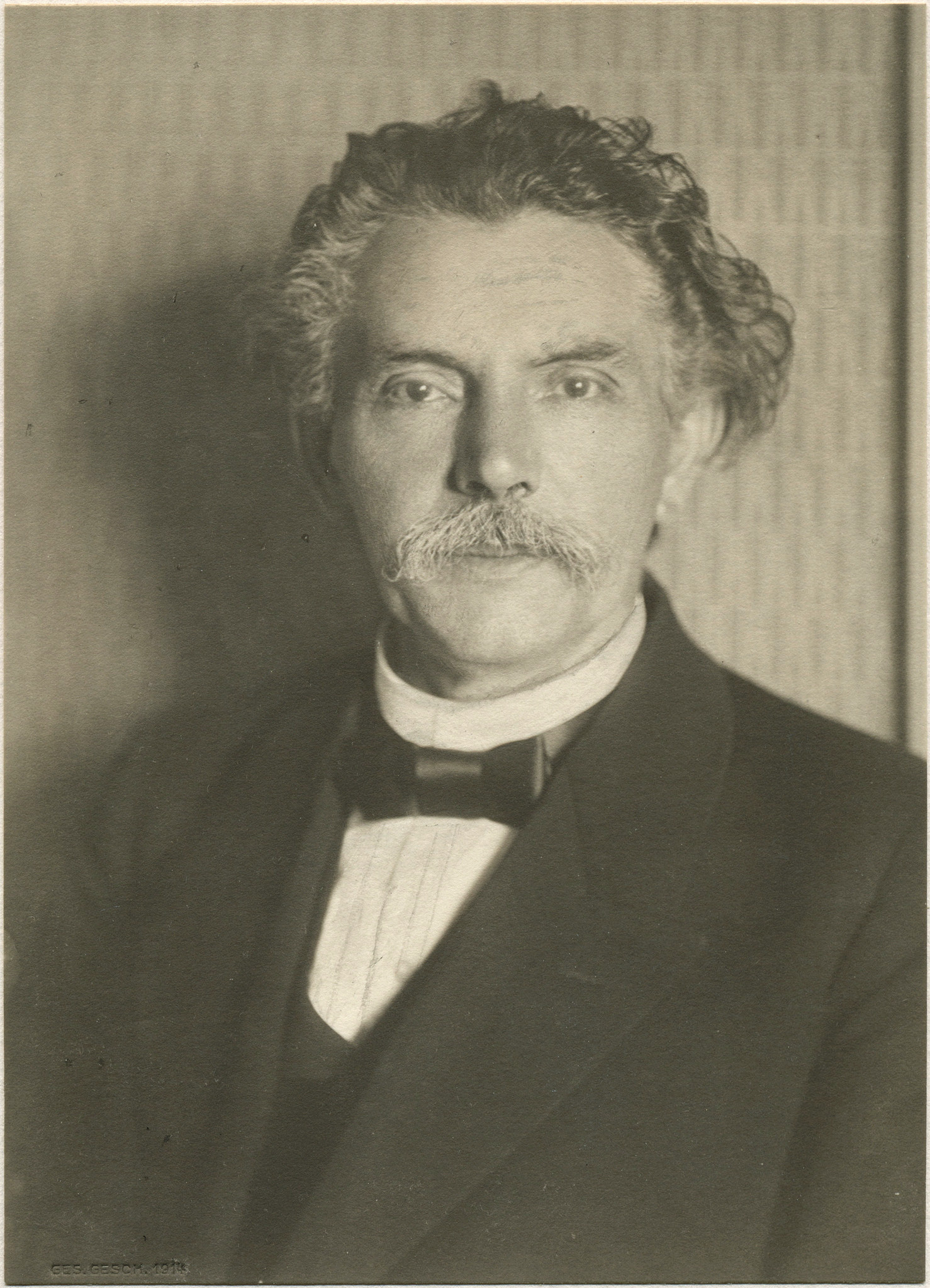
Robert Seidel, 1914

Robert Seidel (* 23. November 1850 in Kirchberg; † 19. Juli 1933 in Zürich) war ein deutscher Pädagoge und Publizist, der sich politisch in der Schweiz engagierte.

## Leben
Robert Seidel erlernte das Tuchmacherhandwerk und ging 1867 nach Crimmitschau, um dort als Weber tätig zu sein. Wenig später schulte er zum Lehrer um und wurde Vizepräsident des Crimmitschauer Arbeiter- und Bildungsvereins. 1869 nahm er an der Gründung der SPD in Eisenach teil.
1870 emigrierte Seidel in die Schweiz, wo er wieder als Tuchmachergeselle tätig wurde. Seine Wirkungsorte waren u. a. Feldbach, Horgen, Männedorf und Zürich. Nach einer kaufmännischen Fortbildung wurde er Geschäftsführer der Buchdruckerei und Buchhandlung des Grütlivereins und der Tagwacht (Zürich). Von 1879 bis 1881 besuchte er das Seminar Küsnacht und wurde Primarlehrer. Die Einbürgerung in Zürich Witikon erfolgte 1880, damit war er Schweizer Bürger geworden. Im Sommersemester 1881 immatrikulierte er sich an der Philosophischen Fakultät der Universität Zürich, von wo er Ende Wintersemester 1882/83 ohne Zeugnis abging. Seidel war auch Mitglied eines Vorgängers der Zürcher Studentenverbindung Manessia turicensis (vermutlich der ‚Pädagogia’). Anschließend an das Universitätsstudium war er bis 1890 als Sekundarlehrer in Mollis tätig.  
Er wurde Chefredakteur der Arbeiterstimme (Zürich), offizielles Organ der Sozialdemokratischen Partei der Schweiz (SP), und Mitbegründer der Zeitung Volksrecht. Auf dem Internationalen Sozialistischen Arbeiterkongress 1893 in Zürich der Zweiten Internationale war er sowohl für die 'Arbeiterunion Zürich', als auch für die 'Deutschen Arbeiter in São Paulo' delegiert. Er war von 1905 bis 1929 Privatdozent für Pädagogik an der ETH Zürich, ab 1908 auch an der Universität Zürich. 
Robert Seidel stand mit Rosa Luxemburg im Briefwechsel. Er war 1898–1916 und 1919–1921 für die SP im Großen Stadtrat von Zürich (1907–08 Präsident), 1893–1896, 1899–1917 und 1920–1923 Kantonsrat. Bei den Parlamentswahlen 1911 gelang ihm der Einzug in den Nationalrat, dem er bis 1917 angehörte.

## Ehrungen
Nach Robert Seidel wurden mehrere Straßen an verschiedenen Wirkungsorten benannt, so in Crimmitschau, Kirchberg und Zürich.
Die an seinem Geburtshaus in Kirchberg angebrachte Gedenktafel wurde 1936 von den Nationalsozialisten entfernt. 1955 wurde dort eine neue Gedenktafel durch Mitglieder des Kulturbundes zur demokratischen Erneuerung Deutschlands angebracht.

## Werke
- Aus Kampfgewühl und Einsamkeit. Gedichte. J. H. W. Dietz, Stuttgart 1895
- Lichtglaube und Zukunftssonnen. J. H. W. Dietz, Stuttgart 1908
- Gesammelte Gedichte. J. H. W. Dietz, Berlin 1925